# 旧篠原家住宅

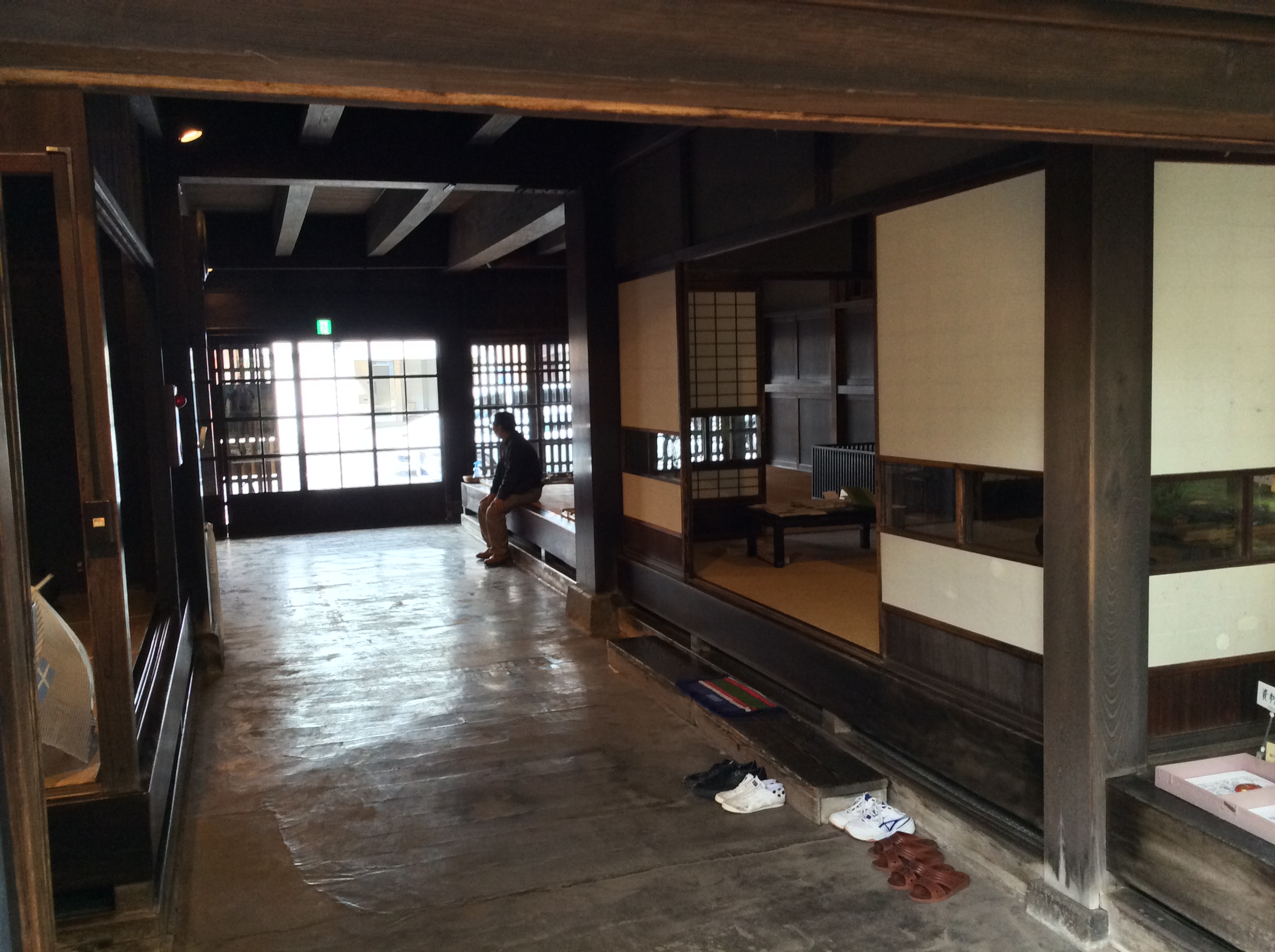
主屋内部，右侧为茶之间

旧篠原家住宅（／）是位于日本栃木县宇都宫市今泉一丁目的历史建筑物。土藏造风格的主屋（店铺兼住宅）和新藏是江户时代以来的豪商篠原氏于1895年建造的。被指定为日本的重要文化财和宇都宫市的指定有形文化财。

## 概要
篠原家自江户时代后期起从事酱油酿造业，明治时代起涉足肥料业，二战之后经营仓库业等，是宇都宫屈指可数的豪商。篠原家住宅位于旧奥州街道的路边，兼作店铺。
文库仓和石仓建于1851年（嘉永4年），主屋和新藏建于1895年。二战中由于宇都宫空袭，除主屋和3栋仓库以外全部烧毁。
旧篠原家住宅于1995年被指定为宇都宫市指定有形文化财（建筑物4栋），1996年被捐赠给了宇都宫市政府，不久向公众开放，2000年主屋和新藏2栋建筑被指定为国家重要文化财（南北石围墙为附属物）。

## 建筑物
- 主屋（重要文化财）

建筑面积为172.2平方米，土藏造2层，屋顶为切妻造平入、栈瓦葺。建于1895年。外壁为黑色涂料，1层的两侧外壁为大谷石（产于宇都宫市大谷町附近的石材，火成岩），具有地方特色。
1层主要做商铺使用，土间（普通地面，可穿鞋行走）自大门到院内贯穿主屋，有帐场、茶之间、佛间、厨房和2个6叠间，2层为住宅。
- 新藏（重要文化财）

建筑面积为19.9平方米，土藏造2层，屋顶为切妻造、栈瓦葺。建于1895年。外壁为褐色涂料，1层外壁为大谷石。
- 文库藏

土藏造2层。建于1851年，2002至2003年经历过拆解维修。储藏生活用具、服装、书画、古董等美术品、古书。
- 石藏

土藏造2层。建设时期推定与文库藏相同。储藏酿造酱油使用的工具等。